# Brahmastra
O Brahmastra (IAST: Brahmāstra) é um astra (arma) que é uma das armas mais destrutivas, poderosas e irresistíveis mencionadas no hinduísmo. Apenas Parashurama, Rama, Meghanada, Bhishma, Drona, Karna, Ashwatthama, Arjuna e Lakshmana possuíam o conhecimento para invocar esta arma. Foi criado por Brahma junto com suas variantes mais poderosas Brahmashirā astra, Brahma danda e Bhargavastra.

## Descrição
É denominado como uma arma de fogo que cria uma bola de fogo feroz, ardendo com chamas terríveis e incontáveis relâmpagos horrendos. Quando descarregado, toda a natureza, incluindo árvores, oceanos e animais, treme. O céu envolve com chamas, geleiras derretem e montanhas se despedaçam com barulho abundante ao redor.
Quando usado, o Brahmastra, que é centrado na pessoa, pode destruir um inimigo poderoso se ele não possuir uma contra-arma alternativa. Se for Brahmashirā astra, ele causa danos colaterais a todos os recursos úteis em uma determinada área e impede que até mesmo uma única folha de grama cresça naquela área novamente. É mencionado que não haveria chuva por 12 anos Brahma (12 anos Brahma = 37,32 trilhões de anos humanos) e as condições climáticas piorarão. O ataque do Brahmastra astra acabará destruindo tudo.
Quando Ashwatthama lançou o Brahmashtra contra Arjuna, o Pandava respondeu invocando a mesma arma; para evitar a destruição generalizada, Narada e Vyasa ficaram entre os dois astras, ordenando que os dois guerreiros retirassem suas armas. Arjuna, por nobreza, assim o fez; Ashwatthama, no entanto, por raiva, recusou-se a retirar o astra e, em vez disso, o direcionou para o útero de Uttarā para matar o Parikshit ainda não nascido, em uma tentativa de produzir algum nível de dano a seus oponentes, mas Krishna interveio e salvou a criança. Ashwatthama foi obrigado a entregar a gema em sua testa e amaldiçoado por Krishna que ele vagaria pelas florestas até o fim dos tempos com sangue e pus escorrendo de seus ferimentos enquanto ele clama pela morte, mas a morte não o encontraria.

## Variantes

### Brahmashirā Astra
O Brahmashirā Astra ou Brahmashirsha astra (arma de 4 cabeças de Brahma), se manifesta com quatro cabeças de Brahma na frente e é quatro vezes mais forte que o Brahmastra normal. Arjuna, Drona, Karna, Ashwatthama e Bhishma estavam entre os que possuíam esse conhecimento no Mahabharata. Ele também é capaz de aniquilar a existência de alguém do passado, presente e futuro, tornando sua existência impossível de ser imaginada e porque eles não existiram e não existirão, é impossível que eles existam em qualquer faceta ou forma de qualquer forma significativa.

### Brahma Danda
O Brahma Danda (vara de Brahma) é uma arma de autodefesa, criada por Brahma. Ela só pode ser possuída por ascetas e seus poderes dependem de seu dono. A arma é uma vara capaz de absorver qualquer ataque recebido em direção ao seu dono. Quando Vishvamitra, num acesso de raiva, lançou o Brahmastra sobre Vasishtha, foi seu Brahma Danda que o protegeu da arma letal.

## Literatura
Há inúmeras instâncias nas escrituras teológicas sânscritas onde o Brahmastra é usado ou seu uso é ameaçado, incluindo:
- Kaushika (que mais tarde se tornou Brahmarshi Vishvamitra) usou-o contra Maharishi Vasishta, mas o Brahmastra foi engolido pelo Brahma danda de Vasishta.
- Indrajita usou o Brahmastra contra Hanuman, mas Hanuman sobreviveu por causa da bênção previamente dada a ele por Brahma.
- No Ramayana, um Brahmastra é usado por Rama várias vezes: uma vez contra Jayanta quando ele machucou Sita, contra Maricha em seu último encontro, e finalmente o Brahmastra foi usado na última batalha com o imperador rakshasa Ravana.[6] De acordo com o Ramayana, a arma também foi apontada para Varuna (o deus do mar) para abrir um caminho para fora do mar, de modo que o exército de Rama pudesse marchar em direção à ilha de Lanka. No entanto, quando Rama carregou a arma, Varuna apareceu e se ofereceu para ajudar o rei a cruzar o oceano. Este incidente é mencionado em Yuddha Kanda 22 Sarga, versículo 31.